# Frank W. Simpson
Frank William Simpson (Pacheco, Kalifornia, 1872. február – Alvarado, Kalifornia, 1929. december 8.) amerikai amerikaifutball-játékos és edző. 1898–1899-ben az Oregon Webfoots, 1901-ben pedig a California Golden Bears vezetőedzője volt.
1929. december 8-án feleségével kacsavadászatról hazatérve Alvarado közelében autójuk egy fának csapódott; Frank Simpson szörnyethalt, felesége a kórházban hunyt el.

## Eredményei vezetőedzőként
| Év                                    | Eredmény                    |
| Oregon Webfoots (Független)           | Oregon Webfoots (Független) |
| ------------------------------------- | --------------------------- |
| 1898                                  | 3–1                         |
| 1899                                  | 3–2–1                       |
| Oregon:                               | 6–3–1                       |
| California Golden Gophers (Független) |                             |
| 1901                                  | 9–0–1                       |
| California:                           | 9–0–1                       |
| Összesen:                             | 15–3–2                      |

## Fordítás
- Ez a szócikk részben vagy egészben  a   Frank W. Simpson című angol Wikipédia-szócikk ezen változatának fordításán alapul.  Az eredeti cikk szerkesztőit annak laptörténete sorolja fel. Ez a jelzés csupán a megfogalmazás eredetét és a szerzői jogokat jelzi, nem szolgál a cikkben szereplő információk forrásmegjelöléseként.